# Jean-Baptiste-Antoine Forqueray
Jean-Baptiste-Antoine Forqueray est un compositeur et gambiste français, né à Paris le 3 avril 1699 et mort dans cette même ville le 15 août 1782.

## Biographie
Fils d'Antoine, Jean-Baptiste Forqueray connaît une enfance malheureuse et est enfermé vers l’âge de 20 ans à la prison de Bicêtre à la demande de son père qui se vengeait ainsi sur lui du long procès de divorce qui avait déchiré son couple. En décembre 1725, Antoine tente de persuader le régent de bannir son fils du royaume de France. Heureusement, des amis de Jean-Baptiste intervinrent, écrivant au roy que « sans aucun doute, le fils Forqueray est victime de l’injustice, de la cruauté, et de la jalousie évidente de son père face aux dons de son fils. » Forqueray le père ne fut pas inquiété ; il reçut même son salaire de musicien de la cour jusqu’à sa mort, alors qu’à partir de 1733, il ne fut plus mis en demeure de remplir ses obligations à la cour.
Jean-Baptiste Forqueray s’était forgé une excellente réputation de concertiste et de professeur. Le Mercure de France d’août 1738 affirme qu'il était le seul à être capable de jouer les pièces de viole de son père (et outre celui-ci) avec grâce.
Par contrat établi devant Caron le 29 juillet 1732, il épouse Jeanne Nolson (+ 22 décembre 1740), tante de la musicienne Anne Jeanne Boucon. En 1741, il se remarie avec Marie-Rose Dubois (1717 - apr 1787), claveciniste appréciée de l'écrivain Pierre-Louis d'Aquin de Chateau-Lyon. Elle l'accompagnait dans certains de ses concerts.
Il succède à son père comme musicien ordinaire de la chambre du roy le 14 septembre 1742, puis est engagé par le prince de Conti de 1761 au décès de celui-ci en 1776, année durant laquelle il se retire. Jean-Baptiste a été le professeur de viole de la Princesse Henriette (fille de Louis XV) et du Prince Frédéric-Guillaume de Prusse, futur Frédéric II.
En 1747, Jean-Baptiste Forqueray obtient un privilège (une simple autorisation commerciale) en vue de publier 29 pièces pour viole de son père et trois pièces de sa propre plume; il publie également la transcription pour clavecin de ces mêmes pièces. La pratique de la transcription était monnaie courante à l’époque; la préface d’autres pièces de viole stipule que l’on pouvait jouer ces pièces au clavecin seul (ce qui élargit évidemment le public). Plusieurs de ces pièces sont nommées d'après de célèbres musiciens contemporains : Couperin, Rameau, Leclair, Guignon, Forqueray lui-même.
Jean-Baptiste Forqueray, qui exploite la technique de la viole plus qu’aucun de ses prédécesseurs, représente l’apogée de la tradition française de la viole. Sa correspondance avec Frédéric Guillaume de Prusse est probablement la source la plus intéressante du XVIIIe siècle à propos de la technique et de la facture de la viole.

## Pièces de clavecin (1747)
Le titre précis est : Pièces de Viole Composées par Mr Forqueray le Père Mises en Pièces de Clavecin
- 1re suite
  - Allemande. La Laborde
  - La Forqueray
  - La Cottin
  - La Bellemont
  - La Portugaise
  - La Couperin

- 2e suite
  - La Bouron
  - La Mandoline
  - La Du Breüil
  - La Leclair
  - La Buisson. Chaconne

- 3e suite
  - La Ferrand
  - La Régente
  - La Tronchin
  - La Angrave (*)
  - La Du Vaucel (*)
  - La Eynard
  - La Morangis ou la Plissay (*)

- 4e suite
  - La Marella
  - La Clément
  - Sarabande, La D'Aubonne
  - La Bournonville
  - La Sainscy
  - Le Carillon de Passy
  - La Latour

- 5e suite
  - La Rameau
  - La Guignon
  - La Léon. Sarabande
  - La Boisson
  - La Montigni
  - La Sylva
  - Jupiter

(*) Pièces de Jean-Baptiste-Antoine

## Discographie
Pour les versions pour deux violes de gambe et clavecin de ses pièces (et celles de son père qu'il a édité avec l'ajout de la partie de basse continue), voir l'article Antoine Forqueray.
- Suites en ré et en sol, Gustav Leonhardt, clavecin Nicolas Lefébure (Rouen 1755), 11-12 septembre 1991, Sony SK 48080.
- L'œuvre pour clavecin, Yannick Le Gaillard, Mandala (1994).
- Suites pour clavecin, Christophe Rousset, clavecin Hemsch du Musée de la musique, Paris (6-9 septembre 1999, 2CD Decca 466 976-2).
- Pièces de clavecin, Gustav Leonhardt, clavecin Hemsch 1751, du château de Flawinne (juin 2005, EMR / Les indispensables de Diapason no 67)
- L'intégrale des Pièces de clavecin, Blandine Rannou, 2 CD Zig-Zag Territoires (enregistré en 2007, sorti en 2008) Diapason d'or.
- Works for Harpsichord, Michael Borgstede, 2 CD Brillant Classics (2011) - Diapason d'or (juin 2011).
- Les Forqueray... ou les tourments de l’âme, Michèle Dévérité (clavecin), Kaori Uemura (viole de gambe), Ryo Terakado (violon), Ricardo Rodriguez (viole de gambe continuo) et Robert Kohnen (clavecin), (septembre 2014 et mai 2015, SACD Harmonia Mundi), contient également dix-sept pièces dédiées aux Forqueray pour clavecin ou violon et clavecin.
- La famille Forqueray, portrait(s) : Suite en ré et do mineur, Justin Taylor, clavecin Ruckers-Hemsch 1636-1763 – Anthony Sidey, Frédéric Bal (13-16 mars 2016, Alpha 247).